# Ringaskiddy
Ringaskiddy (irisch Rinn an Scidigh) ist eine kleine Hafenstadt im County Cork im Süden der Republik Irland.

## Lage und Infrastruktur
Ringaskiddy liegt südlich von Cobh und etwa 15 Kilometer südöstlich von Cork City, in der Nähe des Flughafens Cork; mit Cork City, der zweitgrößten Stadt der Republik Irland, ist der Ort durch die Nationalstraße N28 verbunden. Eine nahe gelegene größere Ortschaft ist Crosshaven. Von Ringaskiddy aus verkehren Passagierfähren nach Frankreich.
Die Einwohnerzahl von Ringaskiddy wurde bei der Volkszählung 2022 mit 575 Personen ermittelt.
In Ringaskiddy ist das National Maritime College of Ireland beheimatet.

## Sehenswürdigkeiten
Von einem Martello-Turm in Ringaskiddy eröffnet sich ein weiter Blick über Cork Harbour, einen großen Naturhafen, an dessen westlicher Seite Ringaskiddy liegt, und auf Great Island.